# IOI Group
IOI Corporation Berhad eller IOI er en malaysisk koncern indenfor palmeolie, kemi, ejendomsudvikling, hoteller og investering. Virksomheden blev etableret som en industrivirksomhed i 1969. I 1984 gik virksomheden ind på markedet for ejendomsudvikling og i 1985 begyndte de at drive palmeolietræplantager og raffinaderier.